# Ариокарпус притуплённый
Ариока́рпус притуплённый (лат. Ariocarpus retusus) — кактус из рода Ариокарпус.

## Описание
Стебель округлый, синевато-оливковый или серо-зелёный, 10-12 см в диаметре, на верхушке с бело- или коричнево-войлочным опушением. Сосочки трёхгранные, слабовыпуклые, с широким основанием, заострённые.
Цветки до 4 см в диаметре, от белых до бледно-розовых. Плоды белые, зелёные или редко розовые, 1-2,5 см в длину и между 0,3-1 см в диаметре.

## Распространение
Встречается в мексиканских штатах Коауила, Нуэво-Леон, Тамаулипас и Сан-Луис-Потоси.

## Синонимы
В синонимику вида входят следующие названия:
- Anhalonium prismaticum Lem., 1939
- Anhalonium retusum Salm-Dyck, 1850
- Anhalonium elongatum Salm-Dyck, 1850
- Mammillaria aloides Monville ex Labouret, 1853, nom. nud.
- Anhalonium areolosum Lem., 1859
- Anhalonium pulvilligera Lem., 1869
- Mammillaria aloides pulvilligera Monv. ex Lem., 1869
- Mammillaria areolosa Hemsl., 1880
- Mammillaria elongata Hemsl., 1880
- Mammillaria prismatica Hemsl., 1880
- Mammillaria furfuracea S.Watson, 1890
- Cactus prismaticus Kuntze, 1891
- Anhalonium trigonum F.A.C.Weber, 1893
- Anhalonium furfuraceum Coulter, 1894
- Ariocarpus furfuraceus (S.Wats.) Thompson, 1898
- Ariocarpus pulvilligeris Schum. ex Engler, 1898
- Ariocarpus trigonus Schum., 1898
- Ariocarpus prismaticus Cobbold, 1903
- Ariocarpus furfuraceus (S.Wats.) Thomps. var. rostratus Berger, 1929
- Ariocarpus elongatus (SD.) Wittstein, 1933
- Ariocarpus retusus Scheidw. var. furfuraceus (S.Wats.) G.Frank, 1975